# رايلي آرمسترونج (موسيقي)
رايلي آرمسترونج (بالإنجليزية: Riley Armstrong)‏ مواليد 20 مايو 1976 في ألبرتا، كندا، هو مغني وكاتب غنائي ومنتج أسطوانات كندي بدأ مسيرته الفنية عام 1998.

## وصلات خارجية
- رايلي آرمسترونغ على موقع ميوزك برينز (الإنجليزية)
- رايلي آرمسترونغ على موقع ديسكوغز (الإنجليزية)
- الموقع الإلكتروني